# Otomantis scutigera
Otomantis scutigera är en bönsyrseart som beskrevs av Bolivar 1890. Otomantis scutigera ingår i släktet Otomantis och familjen Hymenopodidae. Inga underarter finns listade i Catalogue of Life.